# Prémio Literário do Conselho Nórdico

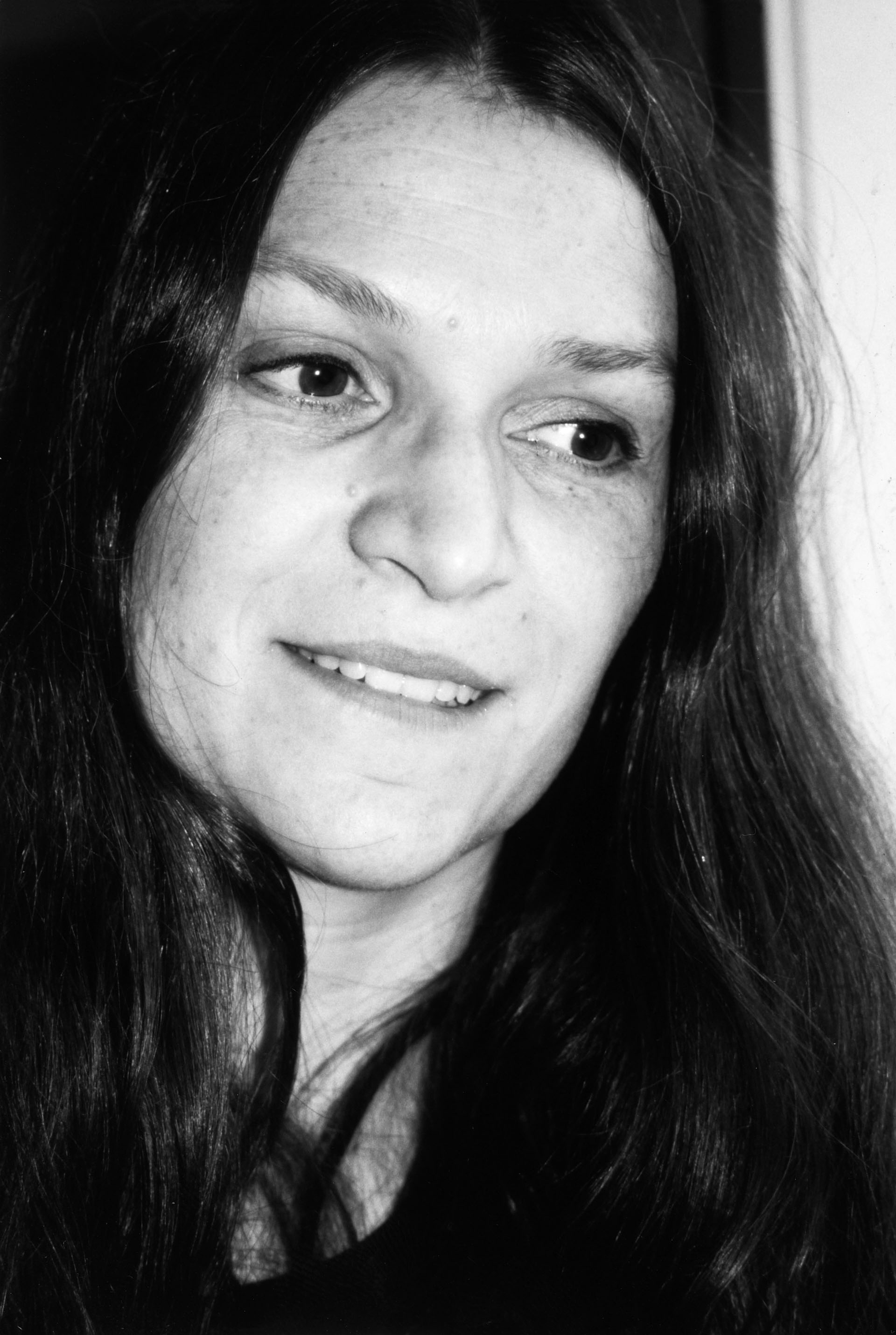
Merethe Lindstrøm - 2012

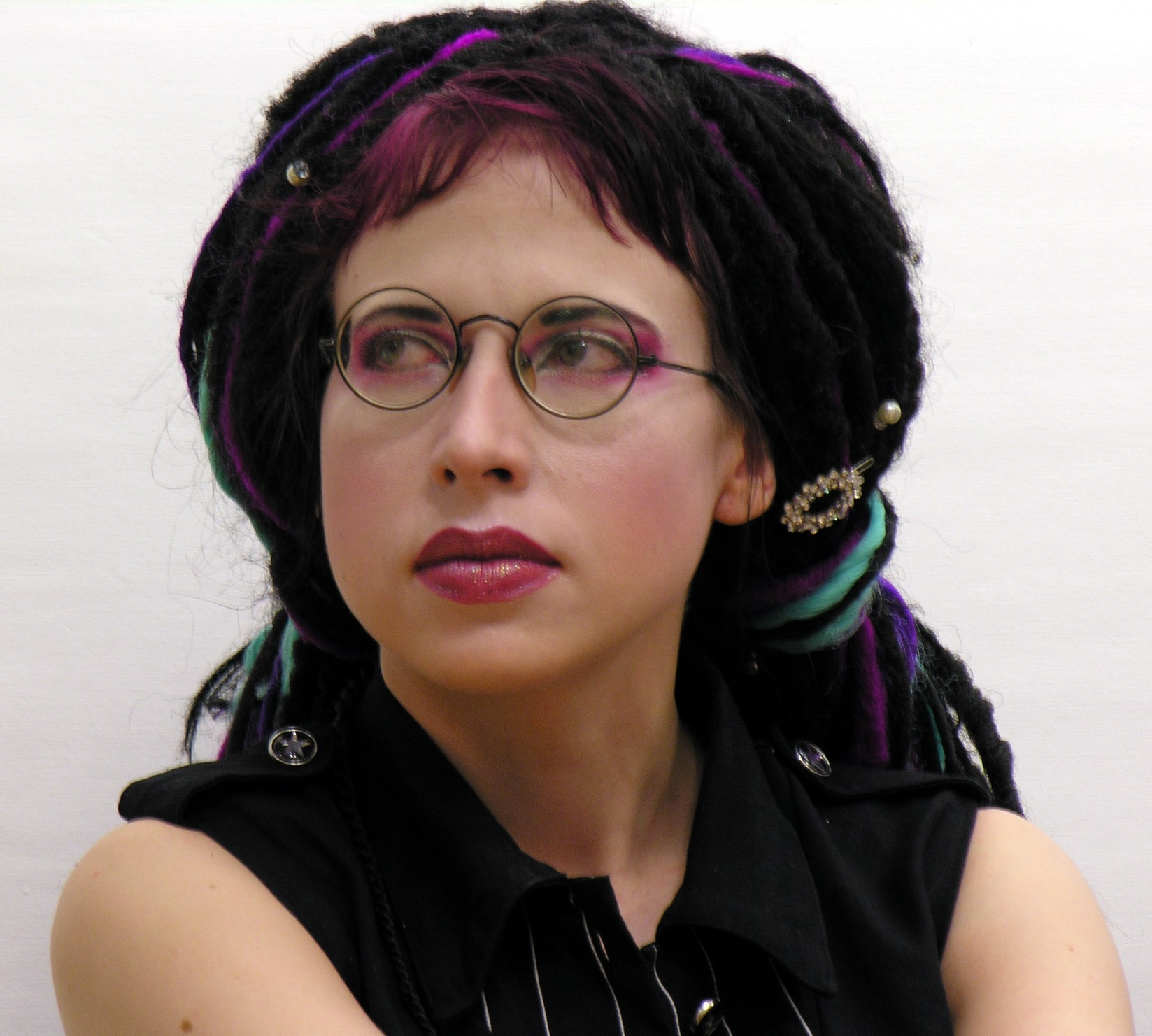
Sofi Oksanen – 2010

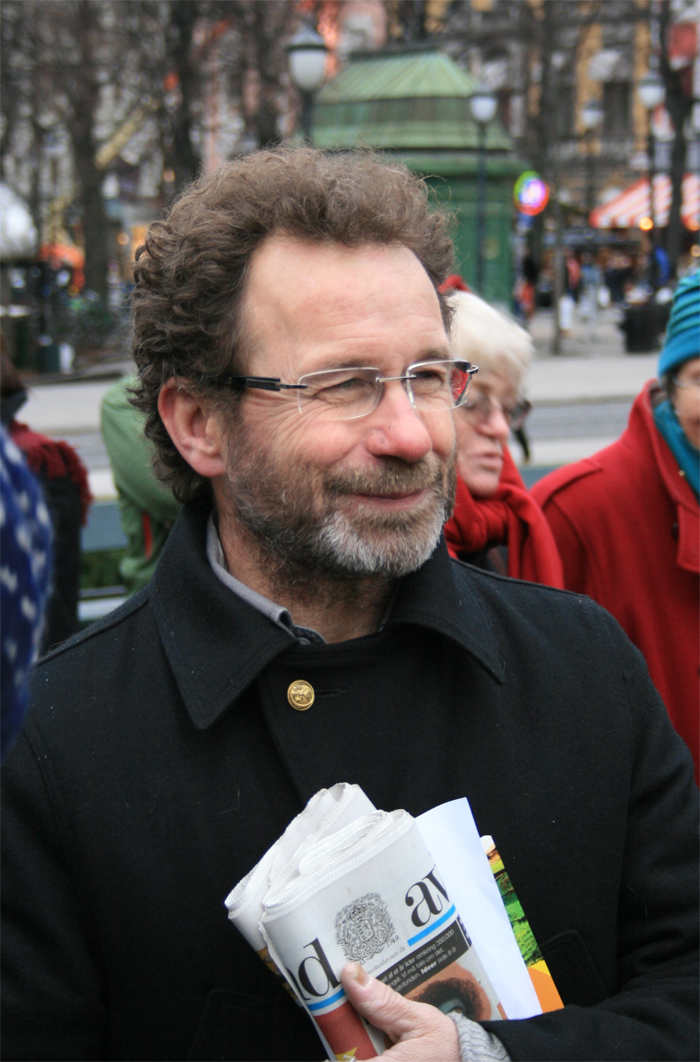
Per Petterson – 2009

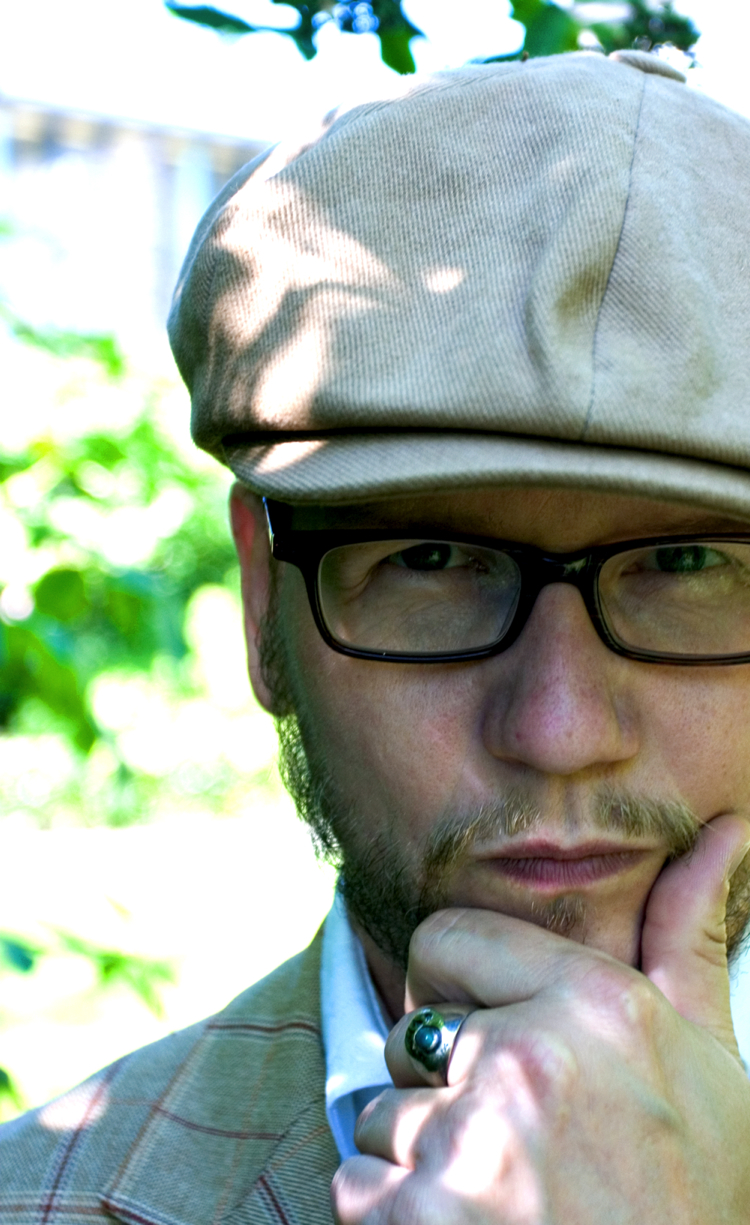
Sjón - 2005
Foto:Hordur Sveinsson

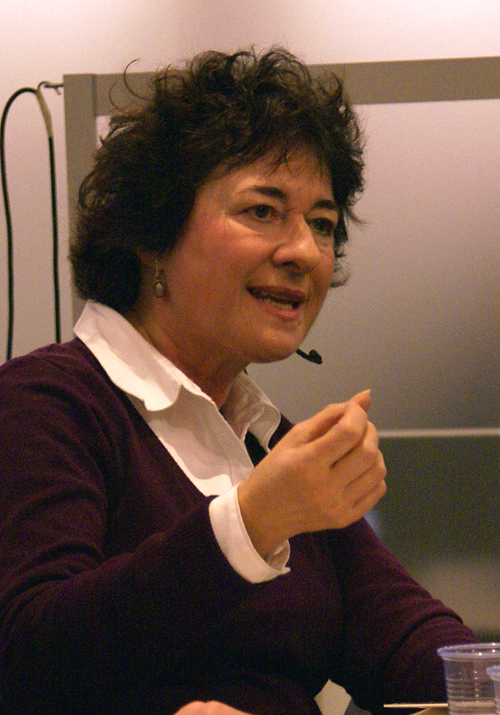
Pia Tafdrup - 1999

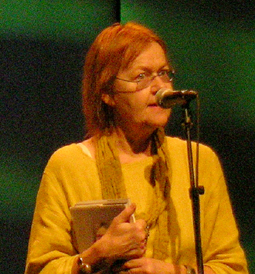
Tua Forsström - 1998

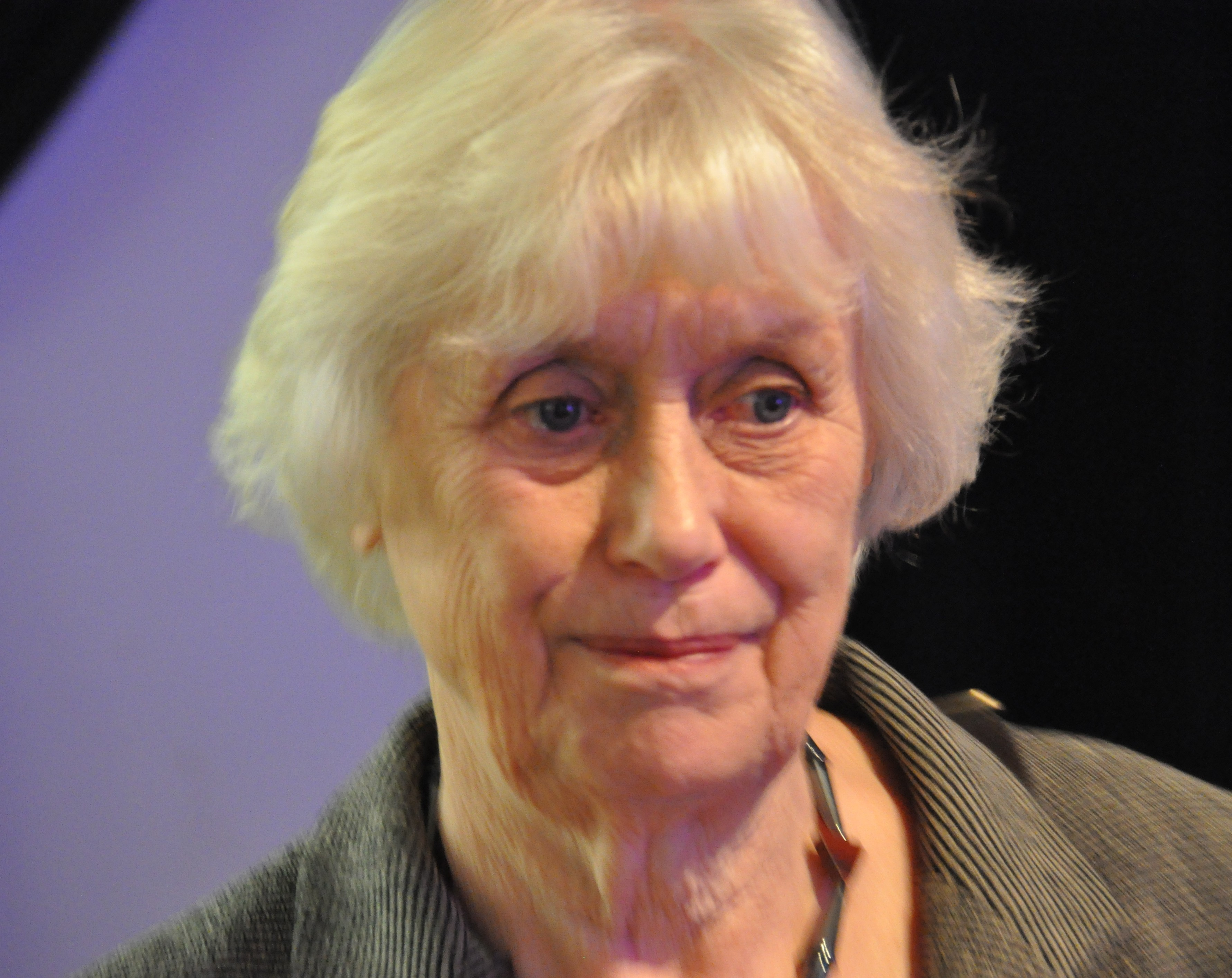
Kerstin Ekman - 1994

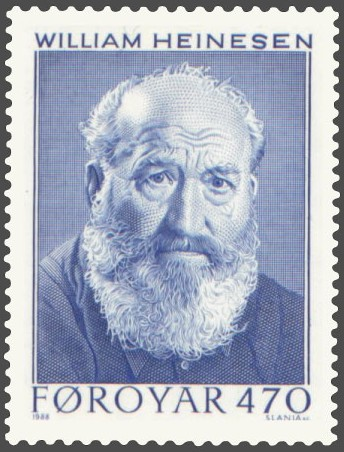
Andreas William Heinesen - 1965

O Prémio Literário do Conselho Nórdico é um prémio literário atribuído anualmente pelo Conselho Nórdico desde 1962, recompensando uma obra de ficção, escrita numa língua nórdica. 
Tem como objetivo assumido aumentar o interesse pela literatura, língua e comunihão cultural dos países nórdicos.

 
O valor deste galardão ascende a 350 000 coroas dinamarquesas (cerca de 47 000 euros).
Além de obras em dinamarquês, finlandês, islandês, norueguês e sueco, podem ainda ser premiadas obras em groenlandês, feroês e lapão, línguas minoritárias no espaço nórdico.

## Autores galardoados
| Ano  | Galardoado                        | Obra                                            | País / Território    |
| ---- | --------------------------------- | ----------------------------------------------- | -------------------- |
| 2020 | Monika Fagerholm                  | Vem dödade bambi?                               | Finlândia            |
| 2019 | Jonas Eika                        | Efter solen                                     | Dinamarca            |
| 2018 | Auður Ava Ólafsdóttir             | Ör                                              | Islândia             |
| 2017 | Kirsten Thorup                    | Erindring om kærligheden                        | Dinamarca            |
| 2016 | Katarina Frostenson               | Sånger och formler                              | Suécia               |
| 2015 | Jon Fosse                         | Trilogia Andvake. - Olavs draumar. - Kveldsvævd | Noruega              |
| 2014 | Kjell Westö                       | Hägring 38                                      | Finlândia            |
| 2013 | Kim Leine                         | Profeterne fra Evighedsfjorden                  | Dinamarca            |
| 2012 | Merethe Lindstrøm                 | Dager i stillhetens historie                    | Noruega              |
| 2011 | Gyrðir Elíasson                   | Milli trjánna                                   | Islândia             |
| 2010 | Sofi Oksanen                      | Puhdistus                                       | Finlândia            |
| 2009 | Per Petterson                     | Jeg forbanner tidens elv                        | Noruega              |
| 2008 | Naja Marie Aidt                   | Bavian                                          | Dinamarca            |
| 2007 | Sara Stridsberg                   | Drömfakulteten                                  | Suécia               |
| 2006 | Göran Sonnevi                     | Oceanen                                         | Suécia               |
| 2005 | Sjón                              | Skugga-Baldur                                   | Islândia             |
| 2004 | Kari Hotakainen                   | Juoksuhaudantie                                 | Finlândia            |
| 2003 | Eva Ström                         | Revbensstäderna                                 | Suécia               |
| 2002 | Lars Saabye Christensen           | Halvbroren                                      | Noruega              |
| 2001 | Jan Kjærstad                      | Oppdageren                                      | Noruega              |
| 2000 | Henrik Nordbrandt                 | Drømmebroer                                     | Dinamarca            |
| 1999 | Pia Tafdrup                       | Dronningeporten                                 | Dinamarca            |
| 1998 | Tua Forsström                     | Efter att ha tillbringat en natt bland hästar   | Finlândia            |
| 1997 | Dorrit Willumsen                  | Bang. En roman om Herman Bang                   | Dinamarca            |
| 1996 | Øystein Lønn                      | Hva skal vi gjøre i dag og andre noveller       | Noruega              |
| 1995 | Einar Már Guðmundsson             | Englar alheimsins                               | Islândia             |
| 1994 | Kerstin Ekman                     | Händelser vid vatten                            | Suécia               |
| 1993 | Peer Hultberg                     | Byen og Verden                                  | Dinamarca            |
| 1992 | Fríða Á. Sigurðardóttir           | Meðan nóttin liður                              | Islândia             |
| 1991 | Nils-Aslak Valkeapää              | Beaivi, áhcázan                                 | Lapónia              |
| 1990 | Tomas Tranströmer                 | För levande och döda                            | Suécia               |
| 1989 | Dag Solstad                       | Roman 1987                                      | Noruega              |
| 1988 | Thor Vilhjálmsson                 | Grámosinn Glóir                                 | Islândia             |
| 1987 | Herbjørg Wassmo                   | Hudløs himmel                                   | Noruega              |
| 1986 | Rói Patursson                     | Likasum                                         | Ilhas Feroé          |
| 1985 | Antti Tuuri                       | Pohjanmaa                                       | Finlândia            |
| 1984 | Göran Tunström                    | Juloratoriet                                    | Suécia               |
| 1983 | Peter Seeberg                     | Om fjorten dage                                 | Dinamarca            |
| 1982 | Sven Delblanc                     | Samuels bok                                     | Suécia               |
| 1981 | Snorri Hjartarson                 | Hauströkkrið yfir mér                           | Islândia             |
| 1980 | Sara Lidman                       | Vredens barn                                    | Suécia               |
| 1979 | Ivar Lo-Johansson                 | Pubertet                                        | Suécia               |
| 1978 | Kjartan Fløgstad                  | Dalen Portland                                  | Noruega              |
| 1977 | Bo Carpelan                       | I de mörka rummen, i de ljusa                   | Finlândia            |
| 1976 | Ólafur Jóhann Sigurðsson          | Að laufferjum og Að brunnum                     | Islândia             |
| 1975 | Hannu Salama                      | Siinä näkijä missä tekijä                       | Finlândia            |
| 1974 | Villy Sørensen                    | Uden mål - og med                               | Dinamarca            |
| 1973 | Veijo Meri                        | Kersantin poika                                 | Finlândia            |
| 1972 | Karl Vennberg                     | Sju ord på tunnelbanan                          | Suécia               |
| 1971 | Thorkild Hansen                   | Slavernes øer                                   | Dinamarca            |
| 1970 | Klaus Rifbjerg                    | Anna, moi, Anna (Anna, jeg, Anna)               | Dinamarca            |
| 1969 | Per Olov Enquist                  | Legionärerna                                    | Suécia               |
| 1968 | Per Olof Sundman                  | Ingenjör Andrées luftfärd                       | Suécia               |
| 1967 | Johan Borgen                      | Nye noveller                                    | Noruega              |
| 1966 | Gunnar Ekelöf                     | Diwán över Fursten av Emgión                    | Suécia               |
| 1965 | William Heinesen Olof Lagercrantz | Det gode Håb Från Helvetet till Paradiset       | Ilhas Feroé · Suécia |
| 1964 | Tarjei Vesaas                     | Is-slottet                                      | Noruega              |
| 1963 | Väinö Linna                       | Söner av ett folk                               | Finlândia            |
| 1962 | Eyvind Johnson                    | Hans nådes tid                                  | Suécia               |